# Cucina cubana

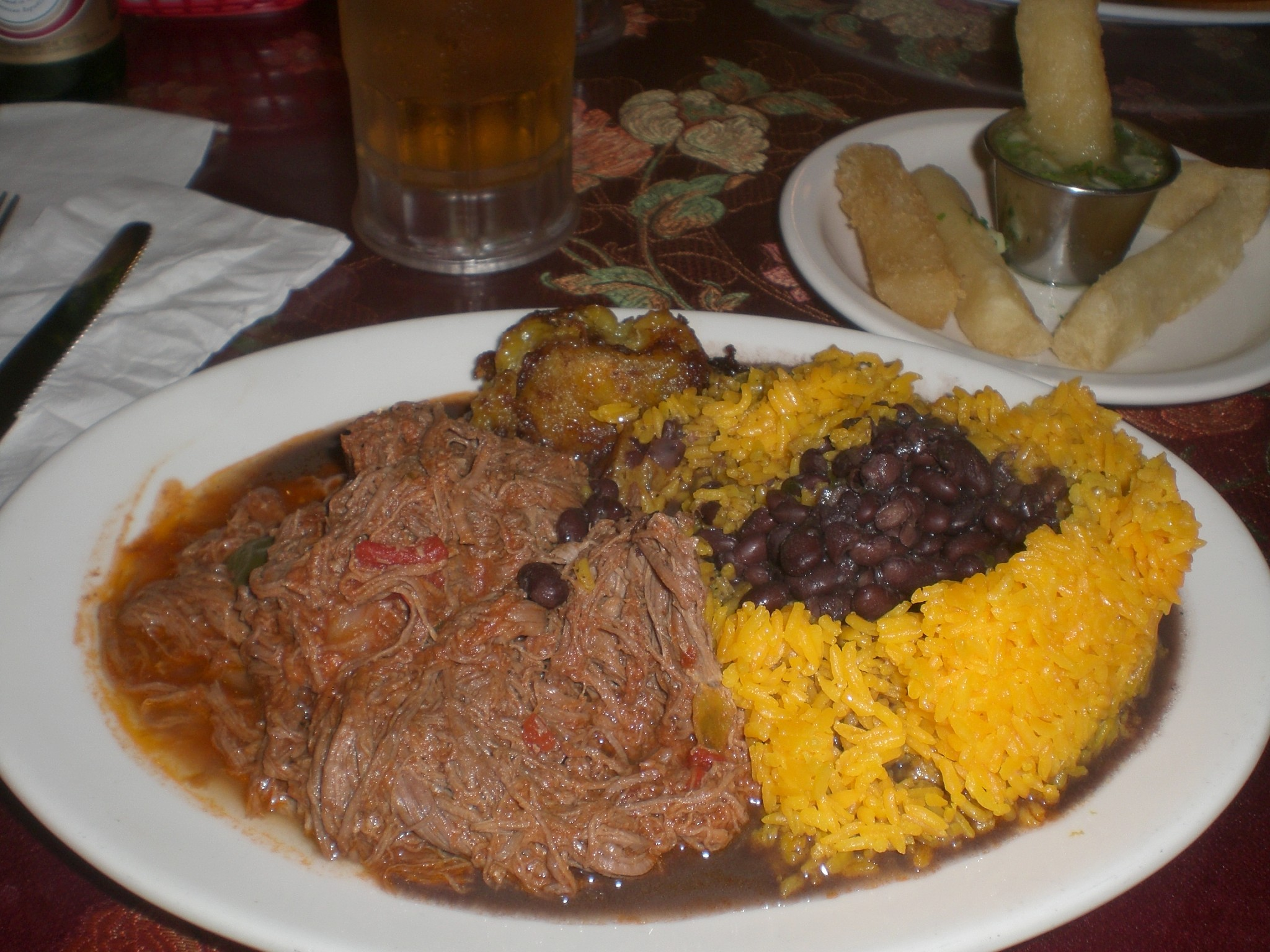
Ropa Vieja con fagioli neri(Cucina Spagnola)

La cucina cubana rappresenta un misto delle culture gastronomiche spagnole, caraibiche ed africane: le prime due fanno riferimento soprattutto nelle tecniche di cucina, mentre la terza si fa sentire nell'uso delle spezie.
È comunque da citare che anche la Cucina cinese ha avuto una certa influenza nell'alimentazione cubana, soprattutto nell'area de L'Avana.

## La cucina creola
Cuba è stata terra di conquista e colonia spagnola, e per questo la cucina risente molto delle sue influenze e dei sapori forti e intensi della Spagna, Francia ma anche africane. Dall'unione fra i gusti spagnoli e africani, ha origine questa cucina detta gastronomia creola.
I fattori base sono:
- La carne, soprattutto quella di maiale, fatta arrosto ma anche fritta o in padella. Con le parti grasse del maiale si fanno i famosi chicharrones, stuzzichini-salatini ideali per quando si beve rum o birra. La regina delle insalate cubane è quella di avocado (aguacate), ma piacciono molto anche quelle di lattuga e pomodori oppure quelle miste, che generalmente includono anche i cetrioli. Molto comune è il consumo del pollo e delle banane verdi (plátanos), che accompagnano spesso il piatto forte (una sorta di contorno).
- Il pesce (pescado) non è frequente poiché viene quasi esclusivamente destinato alle esportazioni ed è preparato in salsa, alla griglia o fritto.
- I frutti di mare (marizcos), le aragoste (langostas) e i gamberoni (camarones) sono cucinate nelle casas particulares e nei paladares nonostante il divieto imposto dal governo. I piatti tipici cubani sono moros y cristianos, tostones, picadillos, pollo con quimbombó, ropa vieja ecc.

Il piatto nazionale è l'ajiaco (una minestra a base di patate, banane, mais, manzo, pollo e carne secca) seguito dal congrí. Poi c'è il fufu (un purè di banana condito con mojo, olio e aglio), le mariquitas o chicharritas (banane verdi fritte) e i tostones (fette di banane verdi o fongo, un tipo di banane verdi meno pregiato, spesse due centimetri circa che sono fritte per un po', tolte dalla frittura, schiacciate tra due fogli di cartone e poi rifritte una seconda volta). Nella parte orientale dell'isola, la banana verde e la polpa di cocco costituiscono gli ingredienti di base del bacán.
Tipico prodotto del paese è la manioca (yuca), coltivata in tutte le zone tropicali del mondo per la sua resistenza all'alta temperatura e alla siccità, è una pianta ad arbusto alta 2-3 metri con radici che possono arrivare alla lunghezza di un metro e spessore di circa dieci centimetri, simile alla patata però di colore bianco. Le foglie sono alterne, a lobi multipli, di diverse forme e possono variare dal porpora (in giovane età) al verde chiaro o scuro. I fiori sono piccoli, giallo-verdi, rosa o porpora, senza corolla. I frutti, capsulari, scoppiano quando raggiungono la maturità. Grattugiando la polpa e separandola dal succo, si prepara un pane simile alle tortillas messicane chiamato casabe. Oggi è mangiato con salsa o carne fritta nella parte orientale di Cuba. Con la manioca vengono, inoltre, cucinati vari dessert casalinghi. Dagli Indios sono stati ereditati l'uso del taro, che qui si chiama malanga e della patata dolce, chiamata boniato.
Tipici dessert sono i frutti (mango, papaya, guava, ananas, lime) o frullati, mentre tra i dolci sono comuni i bunuelos e la guaiabada.

## Cibo di strada
Molto diffusi sono i cibi di strada: dal pollo fritto, venduto solitamente in piccoli chioschi, alle frittelle di malanga (tubero tropicale simile alla patata) passando per i panini farciti con amburguesa (hamburger). Alcuni snack come il maní (arachidi tostate), i chiviricos (simili alle chiacchiere) e i churros vengono venduti in piccoli coni di carta bianca.

## La varietà della frutta

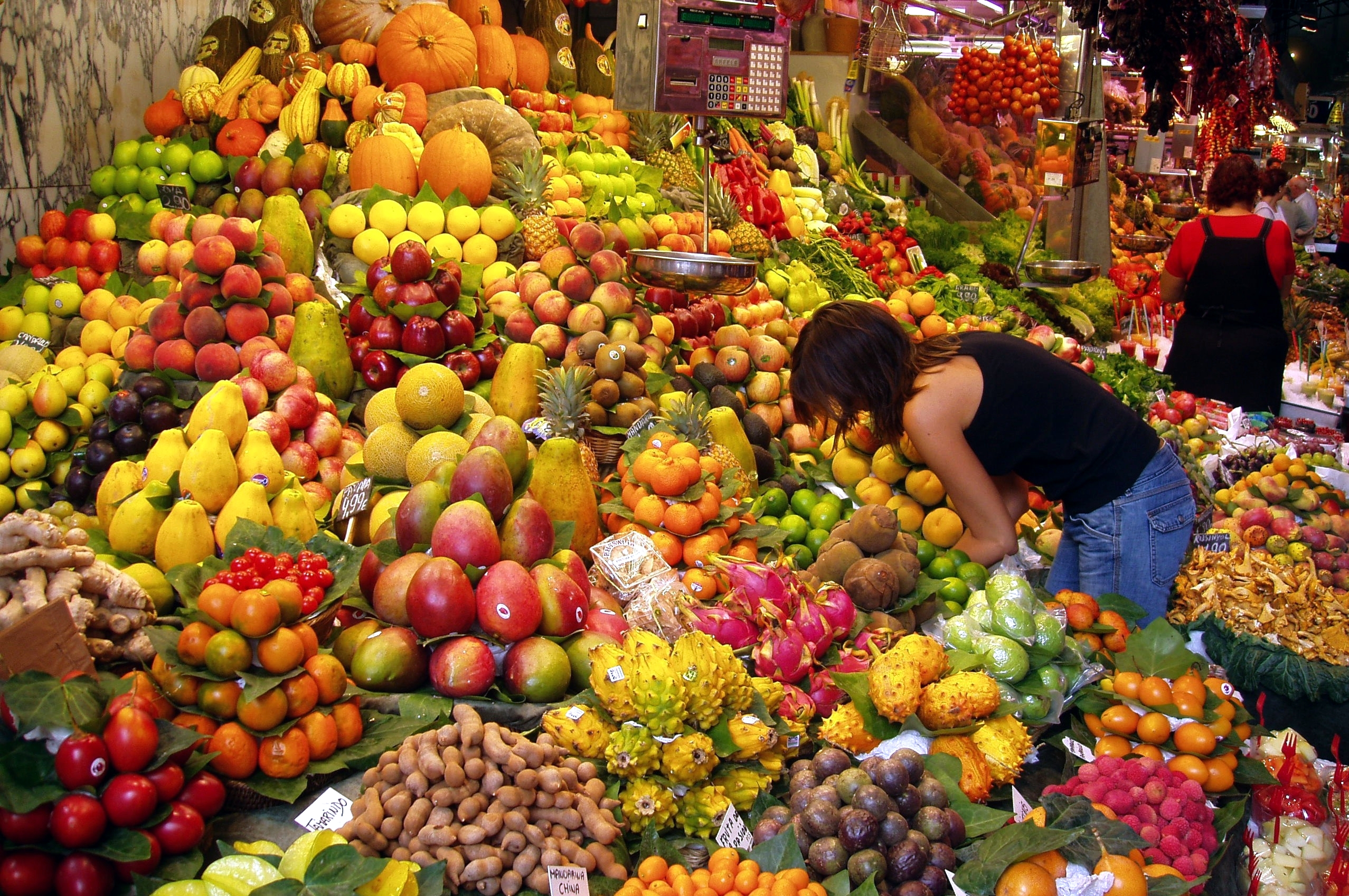
Frutta al mercato (Barcelona)

La frutta cubana presenta una varietà di sapori eccezionali, quando la stagione è propizia si trovano ananas, cocco, banane, avocado, papaya (frutabomba), guanaba, guava, mamey colorado, agrumi e il lime, che sostituisce il classico limone. In particolare la banana è un ingrediente importante, il cui uso probabilmente è di origine africana e ne esistono di due tipi: uno è la banana gialla che si conosce anche in Italia e l'altro è la banana verde da mangiarsi cotta, come verdura. Il consumo dell'insalata verde non è comune, anche se difficilmente manca nei tavoli di trattorie e ristoranti.

## Bevande
Tra le bevande c'è l'ottima birra locale leggera e ideale per il caldo, a bassa gradazione alcolica, infatti si è soliti berla nei lunghi pasti, soprattutto a base di carne, perché alleggerisce e facilita la digestione. Il vino è generalmente importato, poiché il clima tropicale non permette la coltivazione dell'uva, ed è considerato dalla popolazione locale come un bene di lusso. Così come per la bevanda analcolica più venduta, la malta (una bevanda dolciastra a base di malto e caramello).
Il rum (ron) è la bevanda nazionale dal colore bruno-dorato, apprezzata in tutto il mondo. Deriva dall'estratto della canna da zucchero (guarapo), dal sapore forte e aspro. Veniva usato nel XIX sec dagli schiavi africani dell'impero spagnolo, che lavoravano nelle piantagioni di seta. Essi lo bevevano in grandi quantità per alleviare la fatica. Oltre ad essere un ottimo liquore da bere liscio, poiché molto gradevole nonostante la sua alta gradazione (40° circa), il rum è famoso perché è la base di numerosi cocktail, come il cuba libre o il Mojito.
Cuba è anche molto famosa per le numerose distese di caffè, dalla miscela molto scura, aromatica e per il tipo di tostatura, meno forte di quello italiano.

## I dolci
La varietà dei dolci cubani è sorprendente: cosa del resto naturale se si pensa alla quantità e al ruolo dello zucchero sull'isola.
Tra i dolci casalinghi più popolari troviamo:
- il flan di zucca,
- il boniatillo (dolce di boniato e zucchero),
- il coquito acaramelado (cocco caramellato)
- la malarrabia (fatta con boniato, sciroppo di canna da zucchero, cannella, bucce d'arancia acerba, acqua),
- la cafiroleta de ajonjolí (boniato, zucchero, acqua, uova, orzata di sesamo e burro)
- il majarete (dolce di farina di mais).

Con tutti i frutti cubani si preparano dessert. Tra questi ci sono quelli fatti con le bucce di guayaba, il cocco candito, le marmellate di guayaba e papaya, le marmellate e le macedonie d'arancia e ananas. Con questi dolci si serve solitamente del formaggio giallo oppure cremoso. Del resto tutti i dolci di farina contengono formaggi cremosi, e tutte le marmellate scaglie di formaggio giallo. Eredità europee rapidamente assimilate dalla gastronomia creola sono il riso e il latte, le natillas (creme dolci), le frittelle, i budini, i flan di uova (una specie di budini al forno).